# 莊振凱
莊振凱（1980年6月19日－），暱稱阿凱，屏東縣里港鄉人，興趣是釣魚。從小就展現歌唱的天賦，小時候常常被爸爸帶去擔任婚禮歌手，前妻是台語流行音樂歌手蔡小虎的外甥女。
18歲時參加三立電視《21世紀新人歌唱排行榜》校園組過關，之後在八大電視《亞洲新人歌唱大賽》第一屆季優勝，當年雖以一鳴驚人之勢踏上歌壇，接下來10年的星路卻浮浮沉沉，歌手之路不如歌唱比賽過程順遂，曾轉行當汽車業務賣車，也曾想過回家鄉和爸爸一起務農，但始終不甘心放棄最喜愛的歌唱生活，沒有一日忘懷歌唱夢。
莊振凱其實曾有兩次與豪記唱片擦身而過，早在當初得到歌唱比賽季優勝時，卻因與八大電視有合約而作罷；後來約滿，又因緣際會的再度錯失合作機會。直到2015年，蔡小虎將莊振凱推薦給豪記唱片，豪記唱片根據莊振凱的音色量身打造出最適合他的詞意和曲風，推出後大獲好評，讓大家見識到好歌喉。而為了使莊振凱的歌聲能更融入大眾的口味，原本過往悲情的唱腔被豪記唱片製作人修得一乾二淨，與往年專輯的唱腔有明顯的差異。
於信吉衛星電視台擔任歌唱節目與電視購物主持人。

## 音樂作品

### 專輯
|     | 唱片公司     | 發行日     | 專輯名稱       | 曲目 |
| 1.  | 中唱數位娛樂 | 2009年7月  | 《癡情無罪》   | 歌名 1.痴情無罪 2.用心愛的人 (vs戴梅君) 3.水火心 4.永遠的痛 (vs楊靜) 5.放電的目睭 6.愛妳不是無理由 7.放蕩的靈魂 8.朋友 (vs李明洋) 9.天下皆醉我獨醒 10.命     |
| 2.  | 中唱數位娛樂 | 2010年12月 | 《挺你挺我》   | 歌名 1.挺你挺我 (vs林俊吉) 2.一生情 (vs戴梅君) 3.分手在今夜 4.吃苦情歌 (vs洪百慧) 5.心碎的聲 6.夢醒的心 7.刺激 8.吉他聲 9.狼 10.護駕                         |
| 3.  | 中唱數位娛樂 | 2012年2月  | 《一聲愛》     | 歌名 1.未了情 2.一聲愛 3.男子漢 4.家 (vs林俊吉、戴梅君) 5.對不起 6.漂泊的人生 7.兄弟 (vs林俊吉) 8.夢中再相會 (vs戴梅君) 9.傷心小站 10.家 (獨唱版)            |
| 4.  | 中唱數位娛樂 | 2013年5月  | 《將妳留》     | 歌名 1.將妳留 2.我甲天借膽 3.天涯 (vs戴梅君) 4.毋願 5.吃人一口還人一斗 6.無名英雄 7.無論如何 (vs洪百慧) 8.是我甲妳寵 9.兄弟同心 (vs蘇振華) 10.為情為愛拚一生 |
| 5.  | 豪記唱片     | 2015年4月  | 《八字命》     | 歌名 1.八字命 2.最美的嫁妝 (vs向蕙玲) 3.今生來世 4.風雲再起 5.零下三度 6.三分癡七分迷 7.癡心夢想 8.一再傷害 9.相思糾糾纏 10.自由自在                         |
| 6.  | 豪記唱片     | 2016年8月  | 《手中戲》     | 歌名 1.好男兒 2.手中戲 3.夢中情緣 (陳淑萍) 4.袂凍將妳留 5.純情的男兒 6.落雨天 7.一生的堅持 8.想欲飛                                                          |
| 7.  | 豪記唱片     | 2017年9月  | 《床頭夢》     | 歌名 1.問情歌 2.床頭夢(&楊靜) 3.忍冬花(&楊靜) 4.有緣作伙 5.傷心味 6.你甘會體會 7.借孤單 8.情淚                                                               |
| 8.  | 豪記唱片     | 2018年8月  | 《誰人來安慰》 | 歌名 1.癡情人 2.誰人來安慰 3.相逢相思淚(vs楊靜) 4.心不甘 5.舊情的安慰 6.三步淚 7.將你放乎袂記                                                                |
| 9.  | 豪記唱片     | 2019年9月  | 《男人四十》   | 歌名 1.男人四十 2.塔提雅娜(vs楊靜) 3.選擇感情(vs楊靜) 4.身在江湖 5.路邊情歌 6.愛無輸無贏 7.天星陪我茫 8.你的選擇                                             |
| 10. | 豪記唱片     | 2020年10月 | 《用性命作伴》 | 歌名 1.男人的路 2.用性命作伴(vs董育君) 3.不惜代價 4.苦相思 5.三寸刺 6.我愛 我愛你 7.舊情的氣味 8.冷冷的心                                                    |
| 11. | 豪記唱片     | 2021年10月 | 《思念心情》   | 歌名 1.思念心情 2.心這碇 3.三聲笑 4.愛你的男子漢 5.趨勢 6.榮華富貴 7.感情路上 8.一夜一夜空                                                                   |
| 12. | 豪記唱片     | 2023年2月  | 《傷心的地圖》 | 歌名 1.好歹二運 2.傷心的地圖 3.男兒的骨氣 4.男性自尊 5.國際阿哥 6.愛甲天無應 7.今夜又擱咧想你 8.無緣情花                                                     |

## 個人生活
莊振凱曾經有一段婚姻，育有一子一女，已於2016年離婚。

## 獎項
- 三立電視台《21世紀新人歌唱排行榜》校園組過關
- 八大電視《亞洲新人歌唱大賽》第一屆季優勝

## 外部連結
- 莊振凱的Facebook專頁